# Wagon à toit ouvrant
Un wagon à toit ouvrant est un wagon ferroviaire permettant le transport en vrac à la manière d’un wagon-tombereau ou d’un wagon-trémie, mais permettant de protéger le contenu ou vent ou des intempéries tout en permettant le chargement par le dessus.
Ces wagons relèvent du type UIC-T.

## Typologie
On distingue deux types principaux de wagons :
1. les wagons à fond plat;
2. les wagons à décharge gravitaire, par le dessous ou sur les côtés ; on parle alors de wagons-trémie couverts.

### Wagons à fond plat

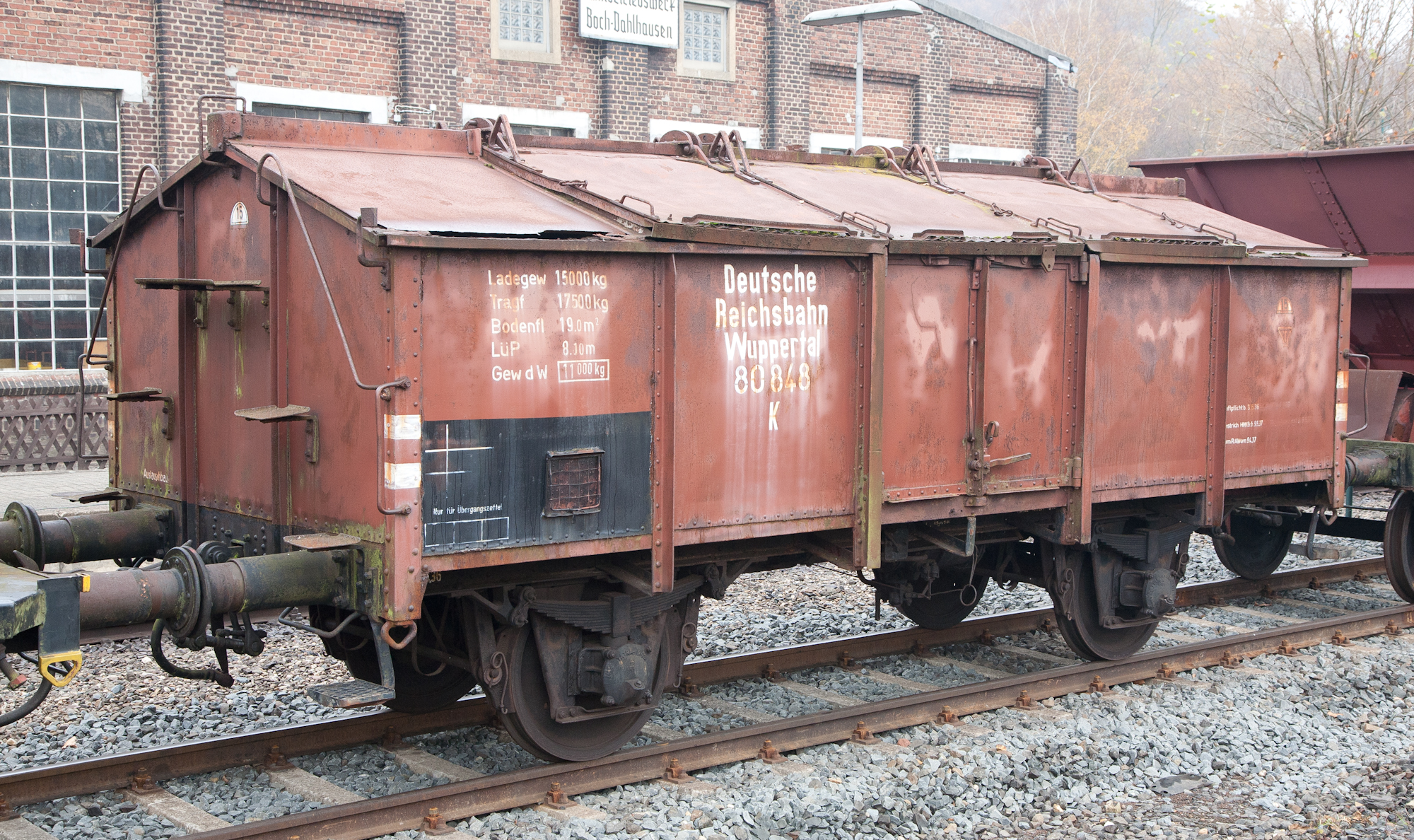
Wagon à capots articulés de type Elberfeld.

Un premier type de wagon à toit ouvrant est constitué de wagons dérivés des wagons-tombereaux par l'ajout d'une couverture par capots.

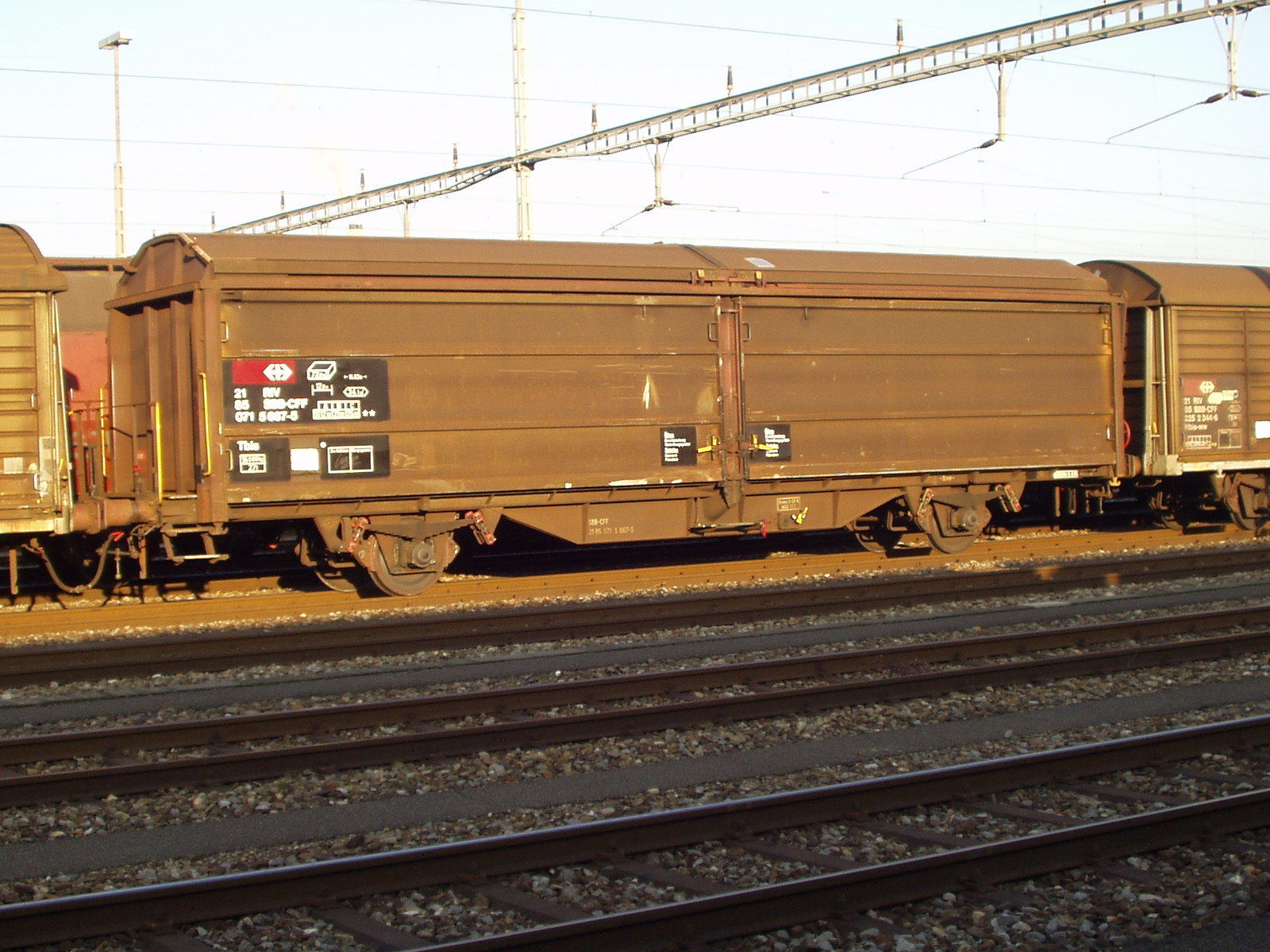
Wagon à toit et parois coulissants de type Tbis.

Les wagons à toit coulissant ont été développés par la DB dans les années 1950. Ils ont été conçus initialement comme une variante des wagons à toit ouvrant classiques destinés au transport en vrac. Mais ils se sont rapidement spécialisés dans le transport de produits industriels devant être protégés des intempéries et manutentionnés par une grue. L'ouverture par moitié du toit permet en effet le chargement et le déchargement de ces produits.
D'autres wagons combinent toit coulissant et parois coulissantes, ce qui permet la manutention de charges palettisées tant en pendulaire que par charriot élévateur. Les palettes peuvent ainsi être chargées, par exemple, latéralement en usine puis déchargées dans un port par la grue d'un navire.

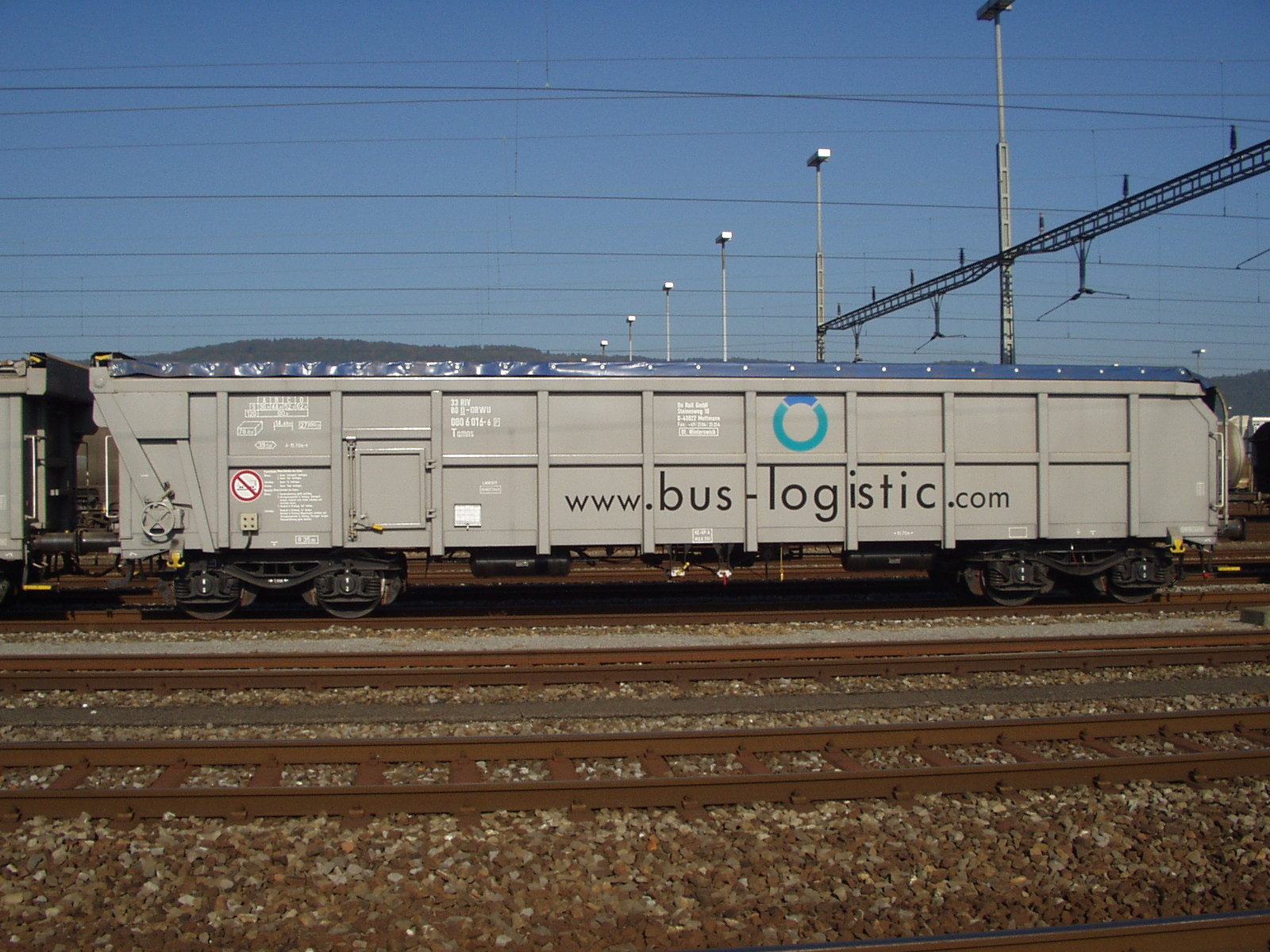
Wagon à toit roulant de type Tamns

Pour le transport de charges plus volumineuses, la DB recourt depuis 1964 à des wagons à toit s’ouvrant complètement. Les premiers avaient un toit segmenté  longitudinalement en deux volets qui se rabattaient sur le côté du wagon lors de l'ouverture du toit. On leur a préféré par la suite des wagons à toit roulant (à la manière des volets électriques).
En termes de conception, ces wagons restent assez proches des wagons-tombereaux dont ils dérivent historiquement. On observe par exemple que le standard UIC de wagon à toit roulant présente des dimensions identiques à celles du wagon-tombereau Ea(o)s :
| Norme                     | UIC 571-3: type spécial          |
| Type                      | wagon à toit roulant à 4 essieux |
| Type UIC                  | Taems                            |
| ------------------------- | -------------------------------- |
| Entraxe des pivots        | 9.00 m                           |
| Longueur hors tampons     | 14.04 m                          |
| Longueur utile, min.      | 12.40 m                          |
| Surface utile, approx.    | 33 m2                            |
| Volume utile, approx.     | 74 m3                            |
| Tare, max.                | 24.0 t                           |
| Nombre de portes par côté | 1                                |
| Largeur de porte          | 4.00 m                           |

### Wagons à toit ouvrant et décharge gravitaire

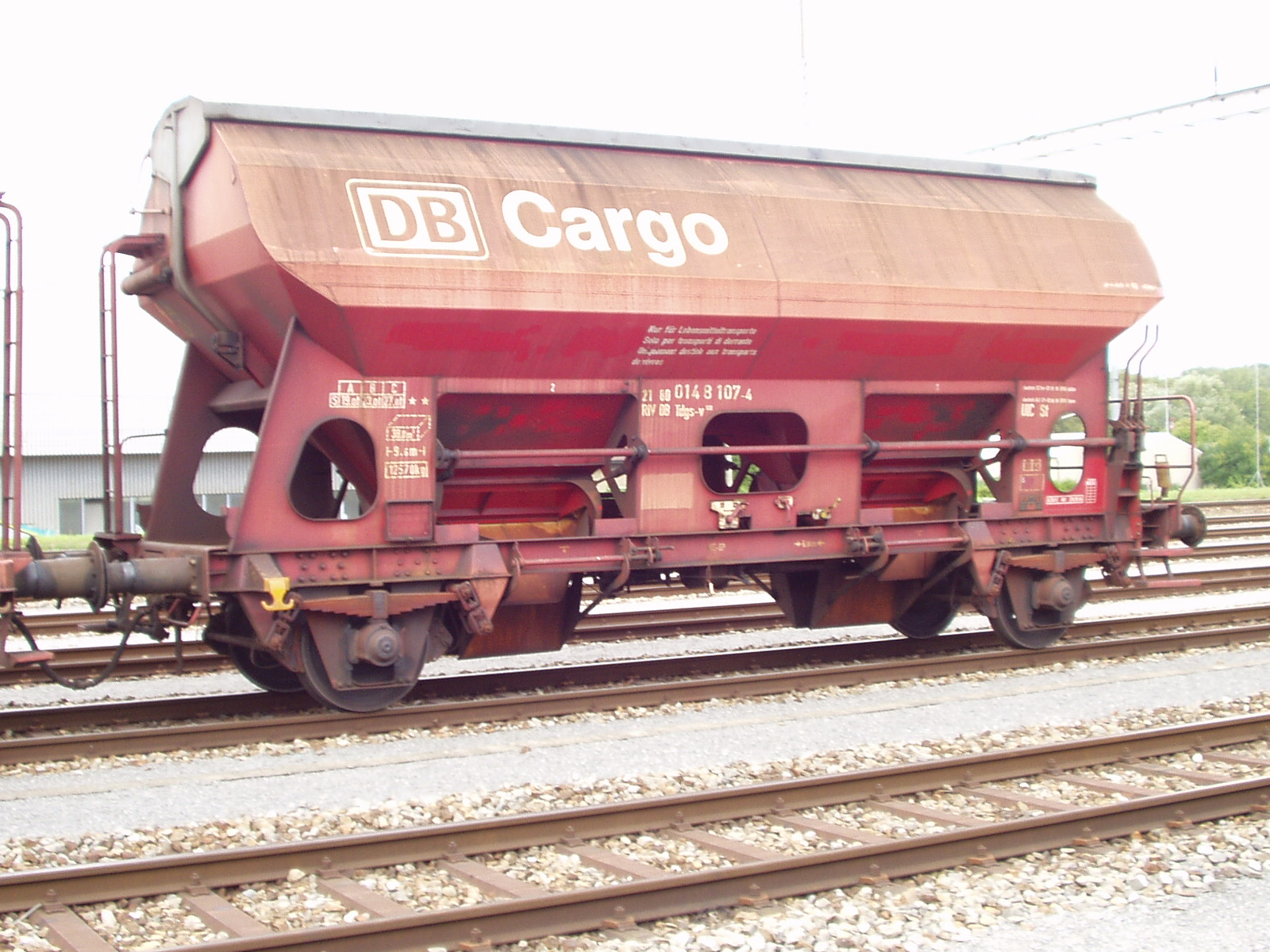
Tdgs: Wagon à toit ouvrant et décharge latérale contrôlable pour le transport de denrées alimentaires (sucre)

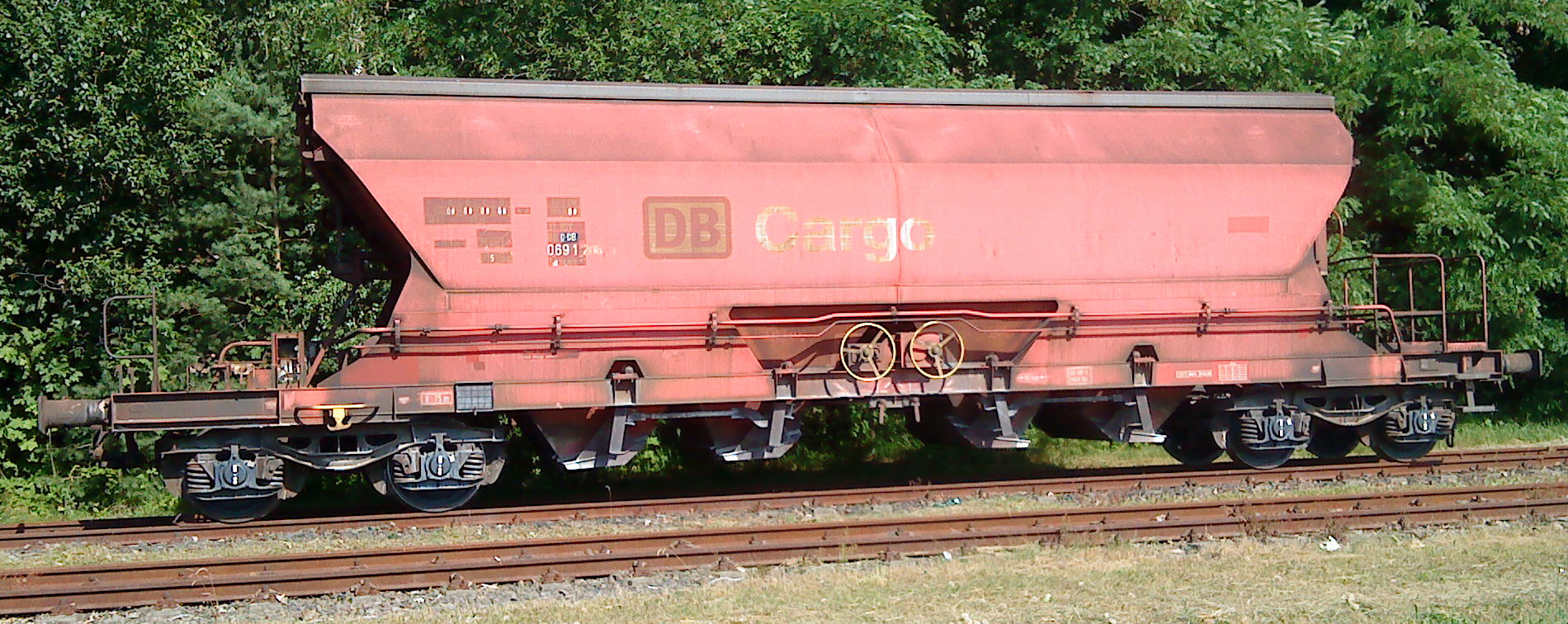
Tanoos^{896}: Wagon à toit ouvrant et décharge au-dessus de la voie à l'usine de Kaolinite de Caminau

Les wagons-trémie permettent le déchargement de matériaux fluides par le bas sous le simple effet de la gravité.
Depuis 1958, des wagons-trémie équipés de toits ouvrants basculants sont fréquents en Europe. Ces wagons restent très proches par leur dimension des wagons-trémie ouverts correspondants (cf. exemple ci-dessous à comparer aux types Fcs et Fals) :

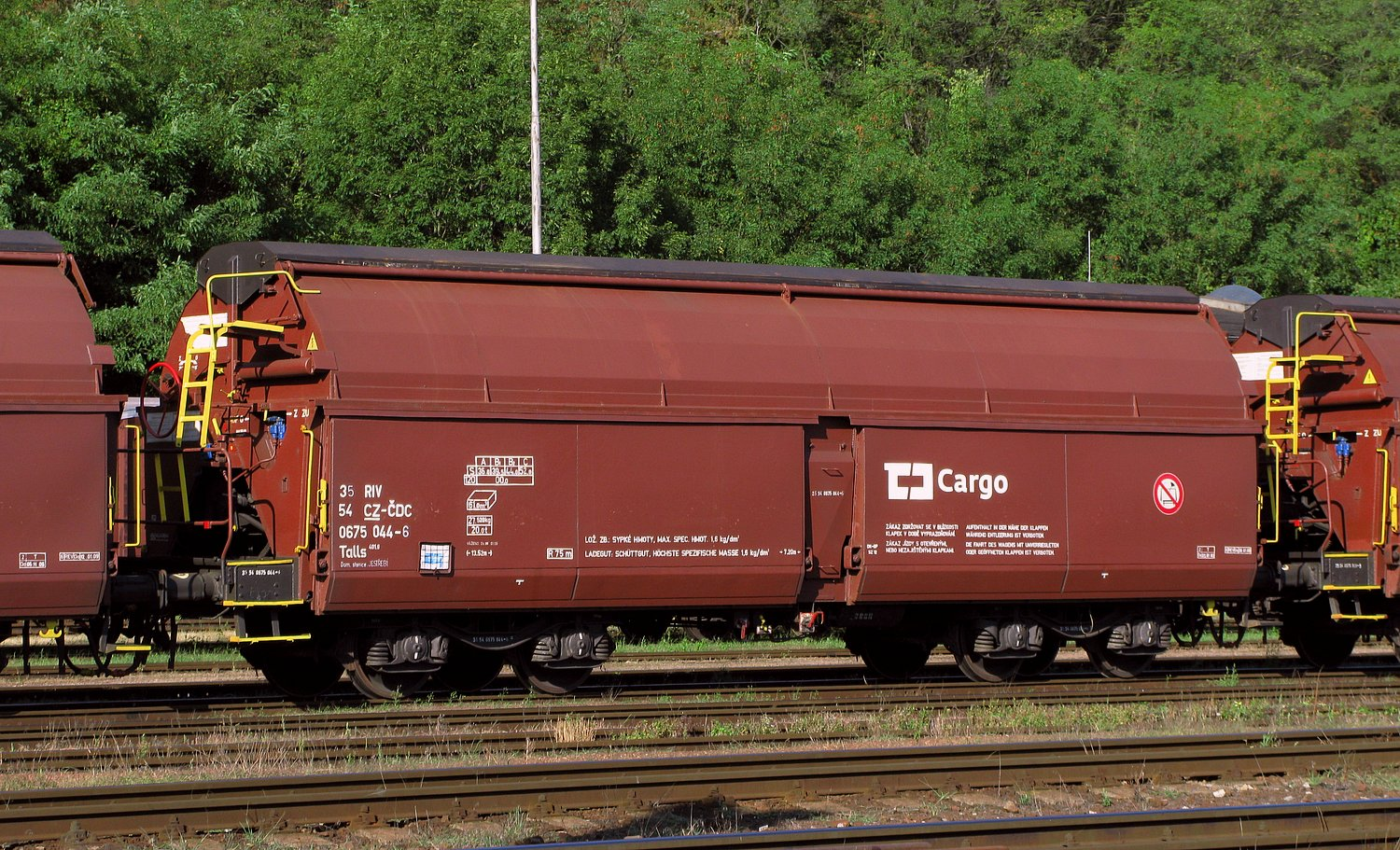
Wagon de type Talls dérivé d'un ancien Falls

| Norm                  | UIC 571-3: Type spécial                         | UIC 571-3: Type spécial                     |
| Type                  | Wagon multitrémie à 2 essieux et toit basculant | Wagon monotrémie à bogies et toit basculant |
| Type UIC              | Tds                                             | Tals                                        |
| --------------------- | ----------------------------------------------- | ------------------------------------------- |
| Empattement           | 6.00 m                                          | 7.50 m                                      |
| Longueur hors tampons | 9,64 m                                          | 12.54 m                                     |
| Volume utile, approx. | 38 m3                                           | 72 m3                                       |
| Tare, max.            | 13,5 t                                          | 15.5 t                                      |